# Ralf Jaros
Ralf Jaros (* 13. Dezember 1965 in Düsseldorf) ist ein ehemaliger deutscher Leichtathlet. Bei einer Körpergröße von 1,93 m betrug sein Wettkampfgewicht 85 kg.
Ralf Jaros stellte am 30. Juni 1991 im Rahmen des Europacups mit 17,66 m einen deutschen Rekord im Dreisprung auf, den auch der Weltmeister von 1999, Charles Friedek, nicht brechen konnte.
Mit 18 Jahren gab Ralf Jaros bei den Olympischen Spielen 1984 sein internationales Debüt, blieb aber als 17. in der Qualifikation hängen. In der Hallensaison 1985 wurde er mit 16,78 m Vierter bei den Europameisterschaften und mit 16,61 m Sechster bei den Hallenweltspielen.
Verletzungsbedingt fehlte Jaros danach einige Jahre, konnte aber als Neunter der Weltmeisterschaften 1991 wieder zur Weltspitze aufschließen. Bei den Olympischen Spielen 1992 scheiterte er als 13. knapp in der Qualifikation. Die Weltmeisterschaften 1993 beendete er auf Platz vier mit 17,34 m.
Ralf Jaros wurde 1984, 1985 und von 1990 bis 1993 Deutscher Meister im Freien und 1984, 1985 und 1994 Deutscher Hallenmeister.